# Ткаченко Григорій Васильович
Ткаче́нко Григо́рій Васи́льович (*24 січня 1900, с. Шевченкове, Київська губернія, Російська імперія (нині Звенигородський район, Черкаська область, Україна) — †1943?, Київ?) — український радянський науковець, перший директор Інституту мовознавства ВУАН (1930—1933 рр.), педагог. За оцінками дослідниці Ю. Б. Дядищевої-Росовецької, «один із діячів українського гуманітарного ренесансу 20-х —30-х рр. минулого століття», який «визначив основні напрямки українського радянського академічного мовознавства».

## Біографія
Григорій Ткаченко народився у незаможній селянській родині 21 січня 1900 року в селі Кирилівка (нині Шевченкове) на Звенигородщині. 1916 року закінчив місцеве вище початкове училище, у 1917—1918 рр. продовжив навчання в Одеському реальному училищі (6–7 класи), а вищу освіту отримав у Києві. Вступивши в Київський університет, внаслідок його реорганізації, він закінчив Інститут народної освіти з фахом викладача мови і літератури. Під час гонінь у 1933 році його називали «колишнім петлюрівцем», однак реальні свідчення про участь Григорія в українських визвольних змаганнях відсутні.
Почав вчителювати в рідному селі та в Києві ще в студентські роки. Також з Кирилівки почалась і наукова кар'єра: 1920 року Григорій Васильович збирав місцеві фольклорні твори (видані 2007 року веснянки, колисанки та загадки). По завершенню навчання працював у школах та на курсах у Києві, на Київщині, спершу викладачем української та російської мови і літератури, а пізніше адміністратором, інспектором; з початком політики українізації став лектором української мови в держустановах Києва. З участю в українізації держапарату Київщини пов'язані й перші публікації Ткаченка: газетні статті 1927—1929 рр., зокрема, у спеціальному часопису «Голос українізатора».
1926 р. Григорій Васильович був обраний членом Міської ради, а 1927 р. вступає до КПУ(б).
У листопаді 1929 р. став аспірантом «Науково-дослідчого Інституту Шевченківського в Києві». Брав участь у конференціях у Харкові та Москві. Паралельно із навчанням працював на кількох посадах, зокрема виконуючим обов'язки заступника керівника Інституту української наукової мови ВУАН. Зробив стрімку кар'єру, якій завдячував (за оцінками Ю. Б. Дядищевої-Росовецької) як особистим якостям, так і об'єктивним причинам: політика партії з «комунізації» Академії та пов'язана з тим кадрова криза. Виступивши на Президії ВУАН з доповіддю «про намічене об'єднання мовних установ Академії», на другому році аспірантури Ткаченко стає директором новоствореного Науково-дослідного інституту мовознавства. Одночасно з тим став головним редактором видань НДІ: «На мовознавчому фронті» (1931, кн. 1) та «Мовознавство» (1932—1933). Склав передмову до відомої монографії С. С. Смеречинського «Нариси з української синтакси (у зв'язку з фразеологією та стилістикою)» (1932) та брав участь у створені колективного підручника «Робітна книга з української мови й літератури для шкіл середньої вертикалі» (Х., 1931). Долучився до шевченкіани, підготувавши й супроводивши передмовою книгу «Споминків» про Кобзаря Варфоломія Шевченка (1931).

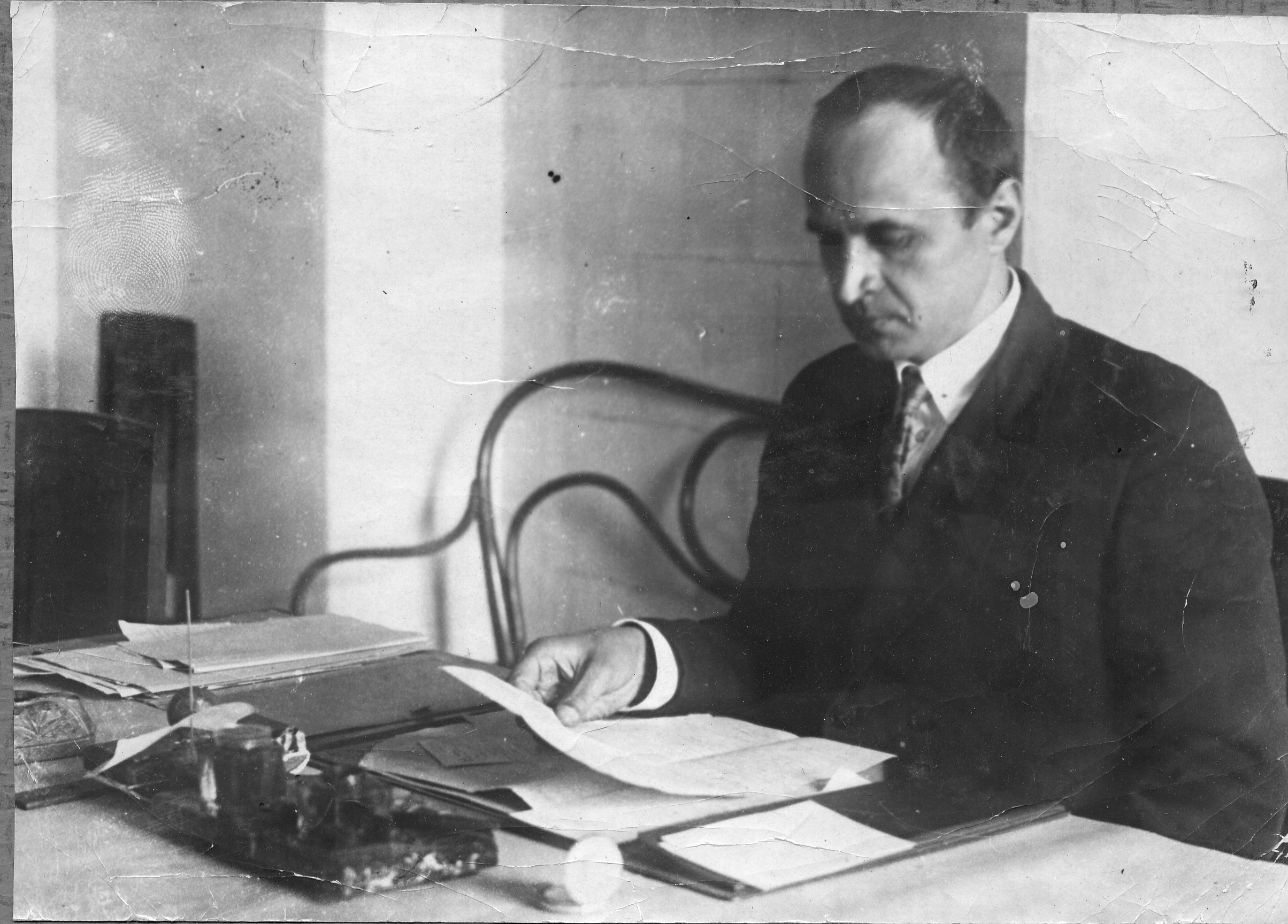
Фото Олександра Ткаченка за столом

1 листопада 1931 р. Ткаченко отримав іще дві посади, що визначили його участь у тогочасному літературному процесі: керівник Комісії Літературознавства Київської філії Всеукраїнської асоціації марксистсько-ленінських інститутів та відповідальний редактор часопису «Життя і революція». Тому значну частину його доробку того періоду склала літературна критика. Згодом, через три місяці після закінчення аспірантури Григорій Васильович став директором київської філії Інституту літературознавства ім. Т. Г. Шевченка ВУАН.
В розпал великого терору, в червні 1933 року Григорій Ткаченко, став об'єктом цькування в пресі, був виключений з партії та позбавлений всіх посад. Причиною переслідування молодого науковця-комуніста, вихідця з сельської бідноти Ю. Б. Дядищева-Росовецька називає те, що він «був не лише активним учасником [українізації], але й в певному сенсі її теоретиком». Ткаченко зміг виїхати у РСФРР, в Ленінград, де працював завідувачем бібліотеки «Домпросвета Народов Востока», співробітником Українського Державного будинку освіти імені Г. І. Петровського, викладачем та консультантом у школі для дорослих, директором школи.
Через два роки Григорій Васильович робить другу спробу побудувати освітянську та академічну кар'єру в Україні. У серпні 1935 р. він повернувся до Кирилівки, вчителював у рідній школі, викладав «українську та російську мови й літератури» в Ногайському агротехнікумі, а з початку 1936 року повернувся й до Києва. В 1940 році отримав посаду завідувача редакції мови і літератури часопису «Радянська Школа», чільного видання наркомату освіти УРСР. Наступного року став співробітником Інституту української літератури ім. Т. Г. Шевченка. Одночасно з тим Ткаченко отримав доручення Інституту написати «роботу на тему „Періодика громадянської війни“, розміром 3 друковані аркуші, для III тому підручника історії української літератури». У цих його успіхах Ю. Б. Дядищева-Росовецька відзначає роль Давида Копиці.
Події останніх років життя та й точна дата смерті достеменно не відомі. Після початку війни та окупації України нацистською Німеччиною Григорій Ткаченко спершу виїхав на малу батьківщину, але згодом повернувся в Київ, де був заарештований та зник безвісти. За даними Ю. Б. Дядищевої-Росовецької останній раз його бачили в Сирецькому концтаборі. Можливими місцями загибелі (розстрілу) вказують Київ або Кагарлик в період 1941—1943 рр. Рукописи та бібліотека науковця також загинули в роки війни.